# Sopa de cangrejo y maíz
La sopa de cangrejo y maíz es un plato presente en las cocinas china, sino-estadounidense y sino-canadiense. Se trata en realidad de una crema de sopa de maíz con clara de huevo y carne de cangrejo o surimi (sucedáneo de cangrejo). Probablemente procede del sur de China.

## Concepto
Se encuentra en restaurantes chinos del continente, Hong Kong, Taiwán, y algunos países del sureste asiático, como Singapur, Malasia, Indonesia, las Filipinas y Tailandia. Es especialmente popular en las regiones hakka —hablantes del sur de China y Taiwán—, y también en los restaurantes chinos de comida para llevar de Estados Unidos, Canadá, Europa, y Japón. En las Filipinas se denomina sopang mais.
La receta puede proceder de la sopa de tofu y cangrejo, presente también en restaurantes norteamericanos.